# Dura passonyx
Dura passonyx är en fjärilsart som beskrevs av Collenette 1947. Dura passonyx ingår i släktet Dura och familjen tofsspinnare. Inga underarter finns listade i Catalogue of Life.